# Mediastinitis
La mediastinitis es una enfermedad poco frecuente que se caracteriza por la existencia de inflamación de tipo agudo o crónico en el mediastino, generalmente provocada por gérmenes que colonizan esta región anatómica. Las causas más frecuentes son perforación del esófago, complicación de la cirugía cardiaca (mediastinitis postquirúrgica) y extensión al mediastino de procesos infecciosos próximos de origen pulmonar, pleural o dental originado por cordales inferiores. La mediastinitis aguda es un proceso infeccioso grave que cursa con mortalidad elevada, sobre todo por choque séptico. El tratamiento es generalmente quirúrgico. Existen algunos tipos de mediastinitis crónica que no son de origen infeccioso, como la mediastinitis fibrosante.